# سندلی بیتو
سندلی سیدنی بیتو (به انگلیسی: Sendley Sidney Bito؛ زادهٔ ۲۰ ژوئیهٔ ۱۹۸۳) بازیکن سابق فوتبال اهل کوراسائو است.
پس از حضور در تیم اول اسپارتا روتردام، بیتو برای ادامه بازی به اوکراین رفت. او ابتدا به باشگاه استال آلچفسک رفت و سپس به آرسنال کی‌یف پیوست، اما در نهایت بیتو بخشی از برنامه‌های بلندمدت آرسنال نبود.